# Epidendrum chimalapense
Epidendrum chimalapense är en orkidéart som beskrevs av Eric Hágsater och Gerardo A. Salazar. Epidendrum chimalapense ingår i släktet Epidendrum och familjen orkidéer. Inga underarter finns listade i Catalogue of Life.